# Giennadij Timoszczenko
Giennadij Anatoljewicz Timoszczenko, ros. Геннадий Анатольевич Тимощенко, słow. Gennadij Timoščenko (ur. 27 kwietnia 1949 w Czelabińsku) – słowacki szachista i trener szachowy (FIDE Senior Trainer od 2010) pochodzenia rosyjskiego, arcymistrz od 1980 roku.

## Kariera szachowa
Na przełomie lat 70. i 80. należał do szerokiej czołówki radzieckich szachistów, m.in. dwukrotnie występując w finałach mistrzostw ZSRR. W latach 1982–1986 należał do stałych współpracowników Garriego Kasparowa. W roku 1993 zamieszkał na Słowacji, a od kolejnego roku reprezentuje ten kraj w rozgrywkach międzynarodowych. Pomiędzy 1996 a 2006 rokiem pięciokrotnie wystąpił w narodowej drużynie na szachowych olimpiadach oraz dwukrotnie w drużynowych mistrzostwach Europy, w roku 1997 w Puli zdobywając brązowy medal za indywidualny wynik na III szachownicy.
Odniósł wiele sukcesów w międzynarodowych turniejach, zwyciężając bądź dzieląc I miejsca m.in. w Rimavskiej Sobocie (1974), Polanicy-Zdroju (1976, memoriał Akiby Rubinsteina), Warnie (1977), Słupsku (1979), Helsinkach (1986, wraz z Jonem Arnasonem), Londynie (1992, wraz z Jonathanem Speelmanem), Šali (1994), Starym Smokovcu (1996), Bolzano (1998), Seefeld (1998, 1999), Padwie (1998, 2000 z Eraldem Dervishi), Cutro (2000), Grazu (2003) oraz w Opatii (2003). W 2010 i 2011 dwukrotnie zdobył brązowe medale mistrzostw Europy seniorów (zawodników powyżej 60. roku życia). Oprócz tego, w 2011 r. w Opatii zdobył również brązowy medal mistrzostw świata w tej samej kategorii wiekowej.
Najwyższy ranking w karierze osiągnął 1 lipca 1993 r., z wynikiem 2540 punktów dzielił wówczas 29-33. miejsce wśród rosyjskich szachistów.